# نظام معرفت‌شناسی اشراقی
نظام معرفت‌شناسی اشراقی کتابی به نویسندگی مهدی عباس‌زاده‌است که در سال ۱۳۹۵ توسط انتشارات سازمان انتشارات پژوهشگاه فرهنگ و اندیشه اسلامی به زبان فارسی منشتر شد. این کتاب در زمینه فلسفه اسلامی بوده و در زمستان ۱۳۹۶ در فهرست نامزدهای دریافت جایزه کتاب سال قرار گرفت.
کتاب نظام معرفت‌شناسی اشراقی به عنوان یکی از برگزیدگان سی و پنجمین دوره کتاب سال ایران انتخاب شد.
مراسم سی و پنجمین دوره جایزه کتاب‌سال جمهوری اسلامی ایران و بیست و پنجمین دوره جایزه جهانی کتاب سال با حضور حسن روحانی، رئیس‌جمهوری ایران ۱۸ بهمن ۱۳۹۶ در تالار وحدت برگزار شد.

## جوایز
- کتاب برگزیده سال ۱۳۹۶[۱]